# Скрудкі
Скрудкі (пол. Skrudki) — село в Польщі, у гміні Жижин Пулавського повіту Люблінського воєводства.
Населення — 257 осіб (2011).

## Демографія
Демографічна структура станом на 31 березня 2011 року:
|          | Загалом | Допрацездатний вік | Працездатний вік | Постпрацездатний вік |
| -------- | ------- | ------------------ | ---------------- | -------------------- |
| Чоловіки | 130     | 27                 | 89               | 14                   |
| Жінки    | 127     | 37                 | 63               | 27                   |
| Разом    | 257     | 64                 | 152              | 41                   |